# Гуркі (Опольське воєводство)
Гуркі (пол. Górki) — село в Польщі, у гміні Прушкув Опольського повіту Опольського воєводства.
Населення — 664 особи (2011).

## Демографія
Демографічна структура станом на 31 березня 2011 року:
|          | Загалом | Допрацездатний вік | Працездатний вік | Постпрацездатний вік |
| -------- | ------- | ------------------ | ---------------- | -------------------- |
| Чоловіки | 319     | 57                 | 218              | 44                   |
| Жінки    | 345     | 54                 | 212              | 79                   |
| Разом    | 664     | 111                | 430              | 123                  |